# Adam Humnicki
Adam Humnicki herbu Gozdawa – stolnik czernihowski w latach 1683-1697.
Był elektorem Augusta II Mocnego z ziemi lwowskiej i przemyskiej w 1697 roku.